# 16080 Danielfeng
16080 Danielfeng este o planetă minoră (asteroid), cu un diametru de 3,713 km, din centura de asteroizi. A fost descoperită pe 9 septembrie 1999 la Experimental Test Site⁠(d) de Lincoln Near-Earth Asteroid Research. 
Obiectul prezintă o orbită caracterizată de o semiaxă mare de 2,6711256 UAi, o excentricitate de 0,11, o înclinație de 5,54455 ° în raport cu ecliptica.